# Tim Wirth
Timothy Endicott Wirth, couramment nommé Tim Wirth, né le 22 septembre 1939, est un homme politique américain démocrate originaire du Colorado, représentant de 1975 à 1987 et sénateur de 1987 à 1993. Il a également occupé plusieurs postes au sein des gouvernements Nixon et Clinton.
De 1998 à 2013, il a été président de la Fondation des Nations unies et il siège désormais au conseil d'administration de la Fondation.

## Biographie

### Carrière politique américaine
Tim Wirth est membre de la Chambre des représentants des États-Unis de 1975 à 1987, puis membre du Sénat de 1987 à 1993.
En 1988, en tant que membre de la Commission sur l'énergie et les ressources naturelles, il organise l'audition sénatoriale de James E. Hansen dans laquelle le climatologue américain tient un discours considéré rétrospectivement comme historique sur le changement climatique,.

### Fondation des Nations unies
En 1998, Ted Turner nomme Tim Wirth président de la Fondation des Nations unies, créée la même année. Il quitte la présidence de la fondation en 2013, tout en demeurant à son conseil d'administration.